# Јулијан (узурпатор)
Јулијан из Паноније (владао од 284. до 285. године), назван такође Јулијан Транспадански или Јулијан Тиранин, био је један од многобројних узурпатора током велике кризе III века у које је упало Римско царство. 
Није сасвим јасно како се овај узурпатор звао. Ипак, извесно је да је подигао устанак у доба цара Карина, 283-285. године.

## Подаци из наративних извора
Подаци у наративним изворима о Јулијану су противречни. Прво Аурелије Виктор у Књизи о царевима (Liber de Caesaribus) пише да је Јулијан био corrector Venetiae (et Histriae) и да је подигао устанак одмах после смрти Кара. Затим је контролисао Панонију да би 285. године био убијен у Илирику. 
Псеудо Аурелије Виктор у Сажецима о царевима Epitome de Caesaribus као и Зосим у Новој историји тврде да је Јулијан био преторијански префект и да је подигао побуну у Италији након смрти Нумеријана (јесен 284. године) и да је касније убијен. Псеудо Аурелије Виктор додаје да је био поражен код Вероне.

## Новац
Антонини Јулијана познати су у неколико верзије. Новац је кован у Сисцији. На реверсу овог новца виде се персонификације обеју панонских провинција са легендом: PANNONIAE AVG(usti) (цар Паноније).

## Име и титулатура
Наративни извори називају Јулијана именом "Sabinus Julianus", док се на новцима користи име"Marcus Aurelius Julianus". Могуће је ове, на први поглед различите податке, помирити следећим решењем:
IMP(erator) C(aesar) M(arcus) AVR(elius)  IVLIANVS P(ius) F(elix) AVG(ustus).

## Место Јулијана узурпатора у историји
Када је Карин (283-285) у јесен 284. сазнао да је Нумеријан умро, напустио је Сисцију и кренуо је у правцу Рима. То је Јулијан искористио и умарширао је из Венеције и Хистрије у Панонију и утврдио се у Сисцији. Затим је Карин покушао са њиме да се обрачуна. До сукоба је дошло, било у Верони, или негде другде у Панонији.